# Емельяновская (Белозерский район)
Емельяновская — деревня в Белозерском районе Вологодской области.
Входит в состав Артюшинского сельского поселения, с точки зрения административно-территориального деления — в Артюшинский сельсовет.
Расстояние по автодороге до районного центра Белозерска составляет 25 км, до центра муниципального образования села Артюшино — 15 км. Ближайшие населённые пункты — Вертино, Верхняя Мондома, Корково.
Население по данным переписи 2002 года — 11 человек.